# Ogrodzieniec (Silezië)
Ogrodzieniec is een stad in de gelijknamige gemeente in het Poolse woiwodschap Silezië, gelegen in de powiat Zawierciański. De oppervlakte bedraagt 28,94 km², het inwonertal 4499 (2005). Nabij het stadje ligt het bekende kasteel van Ogrodzieniec. Dit kasteel trekt veel toeristen.